# اریک مونگرین
اریک مونگرین (انگلیسی: Erik Mongrain؛ زادهٔ ۱۲ آوریل ۱۹۸۰) در مونترال، کبک موسیقی‌دان و گیتاریست اهل کانادا است. وی شیوه‌ای منحصر به‌فرد و تاریک در صوت‌شناسی خویش دارد به همراه صفی گسترده از تکنیک‌های گوناگون و بافتی موسیقایی که یادآور مایکل هجز است.